# Zond 7

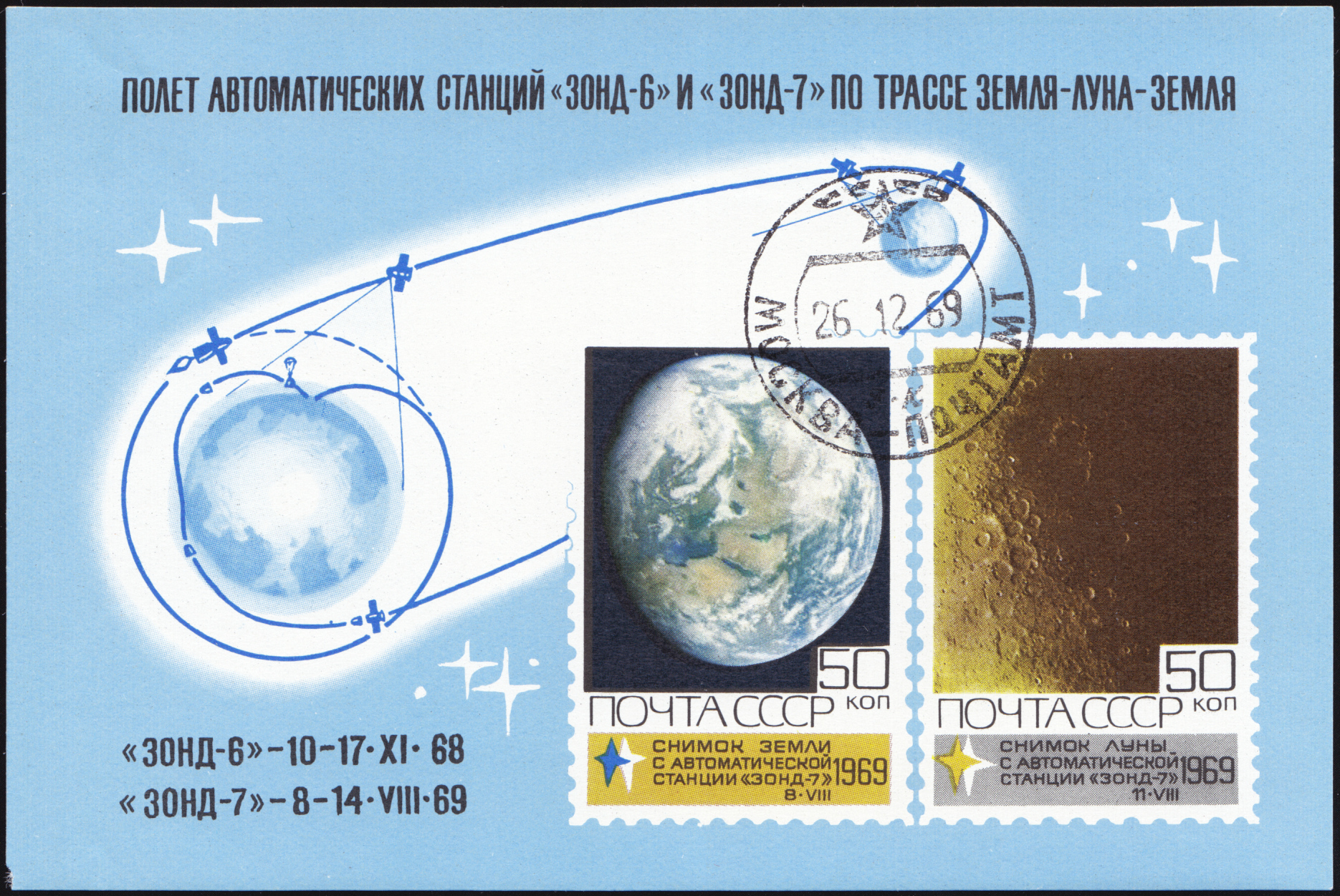
Orbit Zond 7, fotografie Země a Měsíce na poštovním bloku SSSR, 1969.

Zond 7 - (Зонд 7) byla bezpilotní kosmická loď SSSR vyslaná k Měsíci roku 1969, sedmá oficiální z programu Zond. Byla katalogizovaná v COSPAR jako 1969-067A. Po obletu Měsíce se loď vrátila k Zemi.

## Konstrukce
Sondu - loď vyprojektovalo středisko Koroljova. Byl to typ kosmické lodě, zcela odlišný od průzkumných sond Zond 1-3, s nímž se počítalo pro přistání sovětského kosmonauta na Měsíci. Hmotnost lodě byla 5979 kg. Kabina vyšla konstrukčně z kabiny lodí Sojuz.

## Průběh letu
Po startu z kosmodromu Bajkonur 8. srpna 1969 za pomoci rakety Proton K/D se dostala na nízkou parkovací dráhu kolem Země, odtud díky zapálení motoru posledního stupně hodinu po startu se vydala na dráhu kolem Měsíce. Ve vzdálenosti 260 000 km od Země byla dne 9. srpna (tedy den po startu) provedena korekce dráhy. Dva dny poté loď obletěla Měsíc ve vzdálenosti 2000 km od jeho povrchu a nastoupila zpáteční let. Fotografické snímky (poprvé barevné) začala pořizovat ještě dlouho před příletem k Měsíci Byly pořízeny snímky Země i Měsíce vč.jeho odvrácené strany.
Zpátky se sonda vrátila k atmosféře Země 14. srpna 1969, zprvu se oddělila návratová kabina a i pomocí padákového systému a motoru na pevné palivo měkce přistála na území Kazašské SSR. Nebrzděná sonda bez lodě v atmosféře shořela.